# Menyahel Teshome
Menyahel Teshome (ur. 14 listopada 1985 w Addis Abebie) – piłkarz etiopski grający na pozycji pomocnika. Od 2021 roku jest zawodnikiem klubu EEPCo.

## Kariera klubowa
Swoją karierę piłkarską Menyahel rozpoczął w klubie Ethiopian Coffee SC ze stolicy kraju, Addis Abeby. W jego barwach zadebiutował w 2004 roku w pierwszej lidze etiopskiej. W sezonie 2010/2011 wywalczył z nim mistrzostwo Etiopii. Z nim zdobył też Puchar Etiopii (2008) i dwa Superpuchary Etiopii (2008, 2010). W 2012 roku Teshome przeszedł do Dedebitu. Wywalczył z nim mistrzostwo kraju w sezonie 2012/2013. W latach 2013–2017 był zawodnikiem Saint-George SA. W sezonach 2013/2014, 2014/2015, 2015/2016 i 2016/2017 został mistrzem kraju, a w sezonie 2016/2016 zdobył również krajowy puchar. W latach 2017–2018 grał w Woldya City FC. W 2021 został zawodnikiem EEPCo.

## Kariera reprezentacyjna
W reprezentacji Etiopii Menyahel zadebiutował w 2011 roku. W 2013 roku został powołany do kadry na Puchar Narodów Afryki 2013.